# Капская авдотка
Капская авдотка (лат. Burhinus capensis) — птица из семейства авдотковых отряда ржанкообразных, распространённая в центральной и южной Африке.

## Описание
Длина тела капской авдотки составляет около 34,5 см, длина крыла 200—245 мм, вес — около 450 г. Характерными признаками вида являются крупные желтые глаза и длинные ноги. От авдотки (лат. Burhinus oedicnemus) и водяной авдотки (лат. Burhinus vermiculatus) капская отличается отсутствием тёмной полосы с нижней стороны крыльев. Половой диморфизм практически отсутствует — самцы немного крупнее самочек, в остальном выглядят схоже.

## Ареал и места обитания
Известно четыре подвида капской авдотки, обитающие повсеместно в сухих травянистых сообществах и саваннах центральной и южной Африки.
- номинативная форма Burhinus capensis capensis распространена на крайнем юге Африки;
- подвид B. c. damarensis, с немного более блёклой, чем у номинативной формы, окраской, проживает в засушливых районах юго-западной Африки;
- подвид B. c. maculosus, имеющий более ярко выраженную раскраску перьев и более красноватый оттенок;
- подвид B. c. dodsoni, менее ярко раскрашенный, чем B. c. maculosus и распространённый возле Красного моря а также в регионе от Эритреи до юга Африки.

## Образ жизни
Капская авдотка ведет сумеречный и ночной образ жизни. В дневное время прячется среди камней и растительности. Авдотки — плотоядные птицы, их рацион включает в себя насекомых, мелких рептилий, грызунов, улиток и семена растений.
Сезон размножения приурочен к весне — началу лета. Гнездо находится на земле, выложено мелкими камнями и сухой травой. Авдотка обычно откладывает 2 яйца, которые высиживают оба родителя. В то время, как один из родителей находится в гнезде, второй обычно располагается неподалёку.

## Фотографии

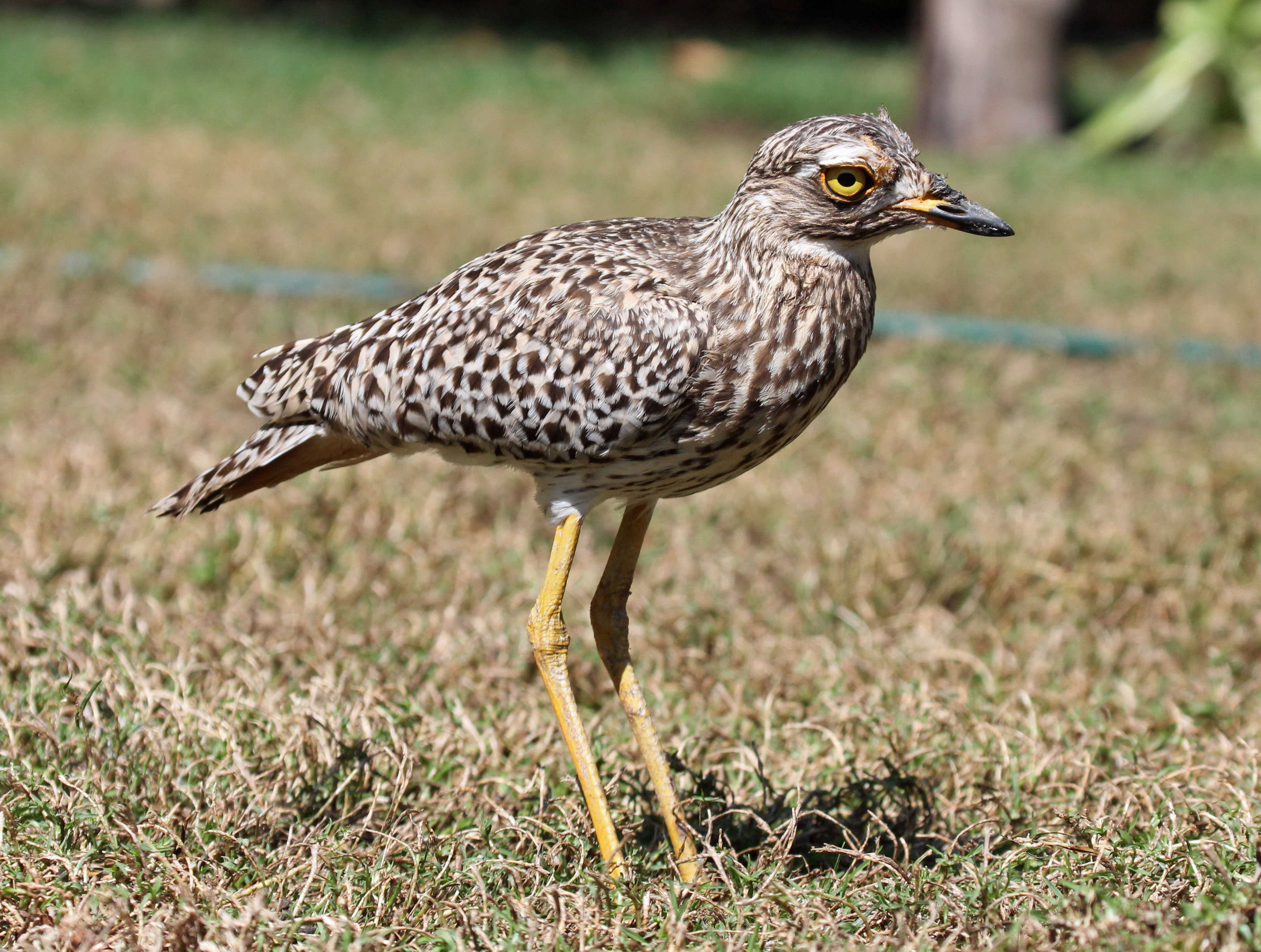
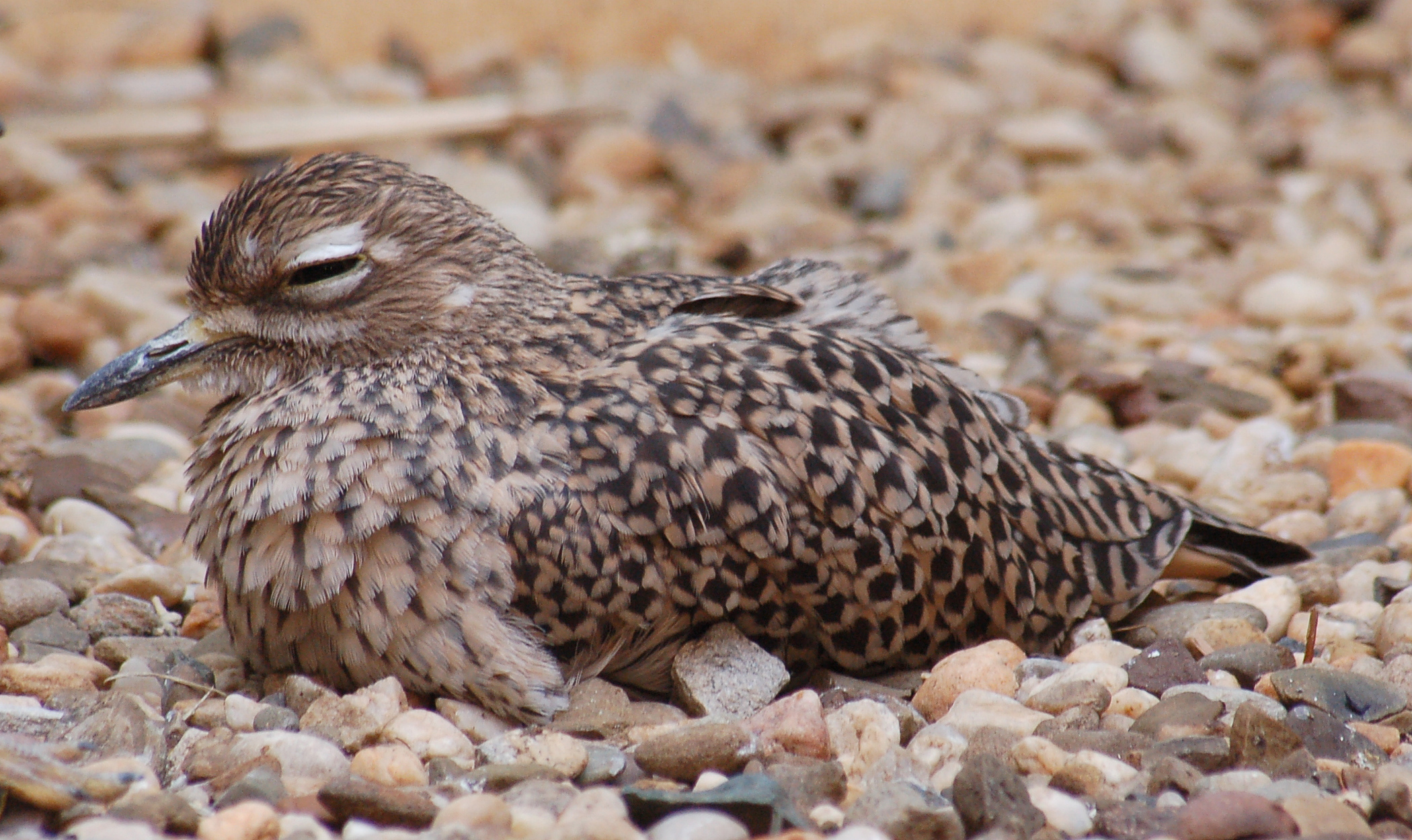
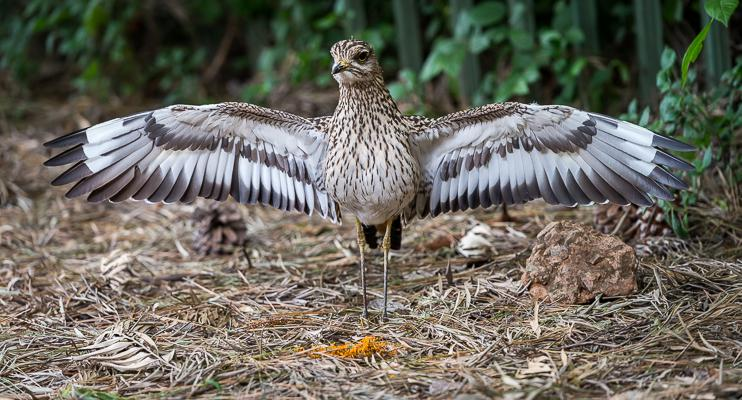
В защитной позе
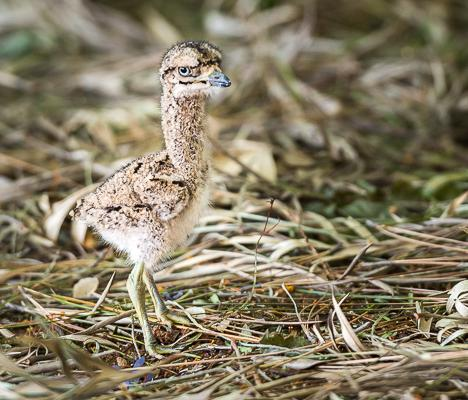
Птенец